# 查尔斯·霍兰
查尔斯·霍兰（英語：Charles Holland，1908年9月20日—1989年12月15日），英国男子自行车运动员。他曾代表英国参加1932年和1936年夏季奥林匹克运动会自行车比赛，其中1932年奥运会获得一枚铜牌。